# Великозаєцькі лабіринти

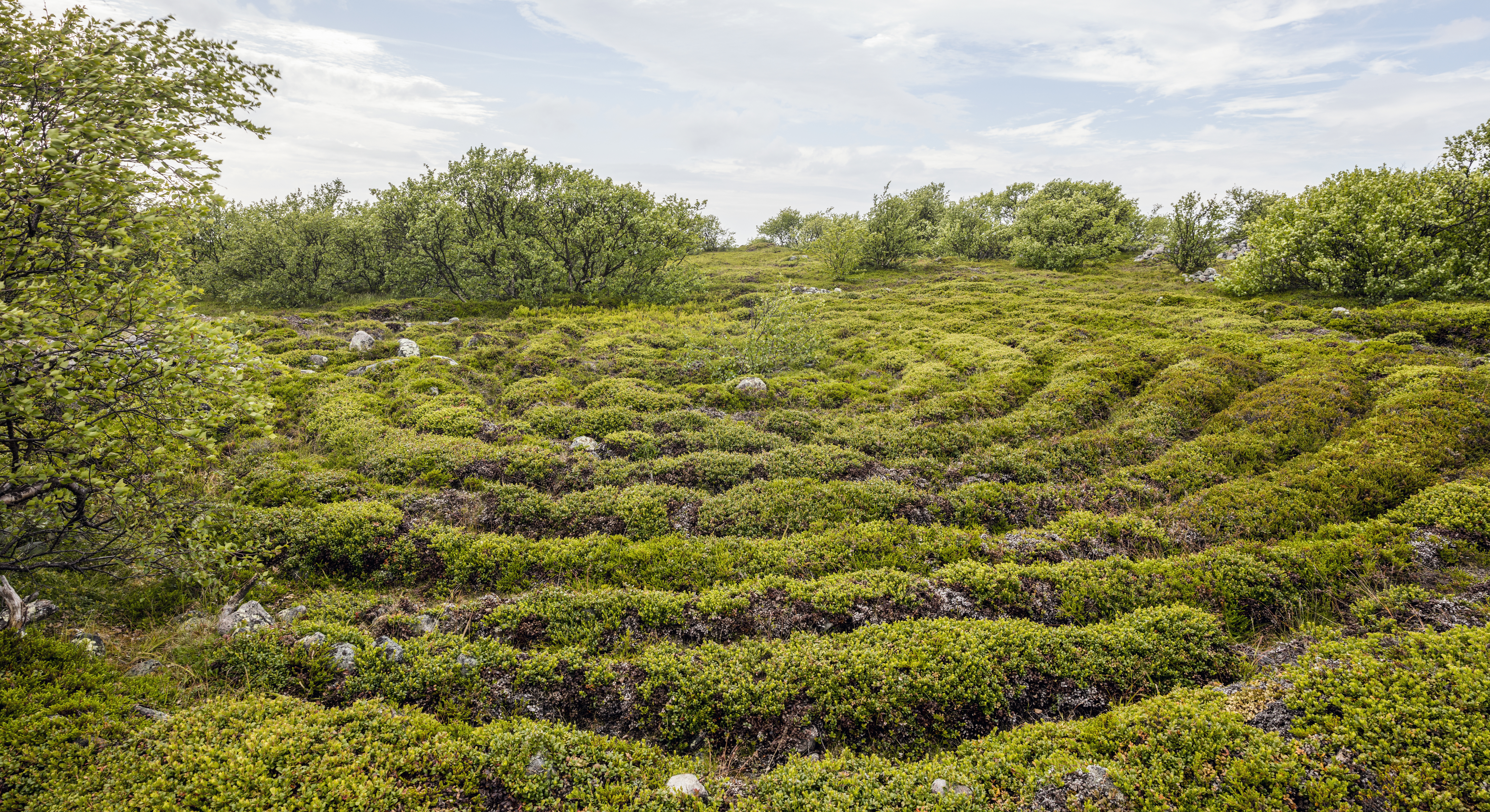
Один із кам'яних лабіринтів острова

Великоза́єцькі лабіри́нти — група кам'яних лабіринтів на острові Великий Заєцький з групи Соловецьких островів у Білому морі Росії.
Група складається з 13-14 кам'яних лабіринтів діаметром 3-20 м, утворені невисокими спіралеподібними кам'яними викладами округлої чи овальної форми. Окрім них на острові присутні понад 850 штучних нагромаджень валунів, курганів, кам'яних викладів, а також низка іншого примітного каміння (наприклад, камінь з намальованим символом із радіальними променями). Крім цього на острові присутні і дольмени. Всі лабіринти зосереджені на площі всього 0,4 км² в західній частині острова на схилах Сигнального пагорба. Інший великий комплекс кам'яних нагромаджень розташований у східній частині острова на схилах пагорба Сопка, який не містить в собі лабіринтів. Всього на острові присутні 35 лабіринтів, які місцевими жителями називаються «вавилони». Всі вони утворені з місцевих каменів.
|                                                                       | Как правило, лабиринты имеют вход и выход в одном месте, так что, следуя в одном направлении, можно дойти до центра, а затем, не переступая через каменный барьер, вернуться туда откуда вошёл. Изучавшие лабиринты учёные по-разному отвечали на вопрос об их назначении. Современные исследователи северного неолита А. А. Куратов и А. Я. Мартынов установили, что входы в лабиринты имеют различную пространственную ориентацию и почти всегда соседствуют с каменными курганами, дольменами и т. п. |
| — Олексій Будовський. Звіт про поїздку на Соловки у вересні 2006 року | |

Діаметр лабіринтів змінюється від 3 до 25 м, каміння має діаметр 30-40 см. Смуги лабіринту складені з рядів валунів, при цьому стрічки закручені спіраллю. Часто спіралі дві, при цьому вони сходяться в центрі. Товщина спіралей різна, що залежить від розмірів каміння. Кінці спіралей розширені. Вхід до лабіринту, як правило, з південного боку, але зустрічаються і з південного заходу, сходу чи заходу. Лабіринти поділяються на 5 типів, але кожен має лише один вхід, який служить також і виходом.
Призначення лабіринтів невідоме, основною гіпотезою є думка, що вони символізують межу між світами живих та духів. Вони більш за все використовувались для здійснення ритуалів для допомоги вмерлим здійснити свій шлях до світу душ. Інша гіпотеза передбачає використання лабіринтів як модель побудови складних пристроїв для ловлі риби.